# 山口貴大
山口 貴大（やまぐち たかひろ、1980年 -）は、日本の経営者、著作家、投資家、YouTuber。株式会社バイアンドホールド代表取締役。

## 人物
金融・起業のマネースクール『Financial Free College』代表。現在は株式会社バイアンドホールド代表取締役（神奈川県逗子市、インターネットを利用したファイナンス分野のセミナー運営事業など）を務める。SNSでは「ライオン兄さん」名義で活動。
SNS、YouTubeのチャンネル登録者数、総フォロワー数は約50万人。ダイヤモンド・オンライン、プレジデントオンライン、東洋経済オンライン、みんかぶマガジン、日刊SPA!のほか、ZUUオンラインで月5万円から始める「リアルすぎる」1億円の作り方を連載中。
著書に『年収300万円FIRE 貯金ゼロから7年でセミリタイアする「お金の増やし方」』（KADOKAWA）、『新NISA完全攻略　月5万円から始める「リアルすぎる」1億円の作り方』（KADOKAWA）がある。書籍は2作連続で10万部を突破。
起業後の売却益を元手に、米国株を中心に運用し、FIREを達成。運営するスクールは、「投資家が推奨するお金のスクール」、「未経験から学べるお金のスクール」、「結果が見込めるお金のスクール」の3冠を取得（日本マーケティングリサーチ機構調べ）。
著作家の本田健との合同セミナーや、逗子市、桜丘高等学校（東京）など教育機関においてマネーリテラシーにかんする金融教育も行う。
自身が代表を務める株式会社バイアンドホールドは神奈川県逗子市に登記しており、2023年10月、2024年10月と二年連続で逗子市から法人市民税の高額納税事業者として表彰を受けた。
2022年から毎年、東京・桜丘高校で金融教育の特別授業を行っている。
2025年、逗子市立小中学校の国際理解教育推進のため、500万円を寄附した。

## 略歴
サーフィンのネット関連会社を経て通販事業に従事。8年間のサラリーマン勤務後、独立。サービス業関連会社を興し、2018年に売却。この頃から金融・起業の書籍を読み、投資の勉強を始める。FX、CFDなどの短期トレードから、暗号資産、コモディティ、個別株など様々な投資を模索し、米国株の個別株やETFの長期保有がもっとも自分に合っていると気づき、S&P500のETFを買い始める。

## 著書
- 『年収300万円FIRE 貯金ゼロから7年でセミリタイアする「お金の増やし方」』（KADOKAWA） ISBN 978-4046054067
- 『新NISA完全攻略 月5万円から始める「リアルすぎる」1億円の作り方』（KADOKAWA）ISBN 978-4046065414

## 講演実績
- 2025年2月：逗子市・沼間中学校にて金融教育授業を実施[14][15]
- 2024年1月：神奈川県逗子市職員に新NISAに関する講演を実施[16]